# Tučapy (Morávia do Sul)
Tučapy é uma comuna checa localizada na região de Morávia do Sul, distrito de Vyškov.